# 김영선 (성우)
김영선(金英善, 1969년 12월 17일 ~ )은 대한민국의 성우로, 1994년 대교방송 성우극회 공채 1기로 입사했다가, 1996년 문화방송 성우극회 공채 13기로 입사했다. 배우자는 같은 소속이자 공채의 성우인 박소라다.

## 출연 작품

### 애니메이션
※전체 출연작은 외부 링크를 참조

#### EBS
- 강철소방대 파이어로보 - 케이
- 강철수염과 게으른 동네 - 픽셀
- 그리스 로마 신화 전설의 수호자들 - 이아손
- 꼬마버스 타요 - 스피드 / 조이 / 레오 / 퀵 / 두리 아빠 / 어린 메트 / 한스 / 에이스
- 내 친구 토토 - 토토
- 도와줘요! 코알라 형제 - 프랭크
- 뚝딱뚝딱 밥 아저씨 - 밥
- 마법의 책과 역사 탐험대 - 샘
- 말썽꾸러기 띠떼프 - 마뉘
- 미앤마이로봇 - 칩 / 윈스
- 빛의 전사 레나 - 마하드
- 어린 왕자 - 여우
- 우리는 긴급구조대 - 톰
- 워터십 다운의 토끼들 - 파이버
- 은하축구 챔피언 - 준
- 크로스 게임 - 강민혁
- 피터 래빗 - 피터
- 한국사 시간여행 - 성삼문
- 용감한 소방차 레이 - 펌프

#### KBS
- 내 꿈은 온에어 - 동현
- 메타제트 - 강한결
- 생일왕국의 프린세스 프링 - 프린스 루이
- 헬로 카봇 - 캅스
- 또봇 V - 캡틴 폴리스 / 별고리
  - 또봇 V 2기 - 캡틴잭
- 캐치! 티니핑 - 시러핑

#### MBC
- 꼬마 마법사 레미 - 예민 / 사랑 아빠 (나중) / 영호 아빠 / 메이 납치범 형 / 인수
- 꼬마탐정 브루노 - 브루노
- 낚시왕 강바다 - 우수빈 / 방준구
- 닥터 슬럼프 - 왕소룡 / 나잘난
- 돌고래 플리퍼 - 플리퍼
- 레드바론 - 아나운서
- 레카 삼국지 - 조조
- 리플리의 비밀 대작전 - 리플리
- 모험왕 걸리버
- 부메랑 파이터 - 디지거북제왕 / 너구리 기사
- 스피어즈 - 진
- 섀도우파이터 - 샤크
- 싸커보이 토토 - 하마 선생님 / 마이클 / 후버 / 설산 스트라이커
- 장금이의 꿈 - 장수로
- 절대무적 라이징오 - 게트라
- 천재소년 지미 뉴트론 - 닉
- 출동! 로봇 V - 찬
- 책갈피 요정 또보 - 지똥이

#### 투니버스기타
- 듀얼 마스터즈 - 피닉스
- 마법신화 라그나로크 - 로안
- 미르모 퐁퐁퐁 - 연우진 / 담임 선생님 / 송이현 경호원
- 범퍼킹 재퍼 - 벰파이
- 비스트워 네오 - 코브리오
- 비스트워 - 비비
- 세계명작동화 - 헨젤
- 꿈의 왕국 소피루비 - 스피넬 왕자
- 올림포스 가디언 - 헤르메스, 프로메테우스
- 윙스 프렌즈 - 스카이 / 브랜든 / 발터
- 크리스탈요정 지스쿼드 - 민 / 에르메스
- 탑블레이드 - 카이
- 탑블레이드 V - 카이 / 토미 / DJ (나중)
- 테니스의 왕자 - 이상혁 (키쿠마루 에이지) / 류강민 (에치젠 난지로) / 전석빈 (우치무라 쿄스케) / 오서진 (이즈미)
- 팽이대전 G블레이드 - 카이 / 수영장 코치 / 팽이대회 DJ
- 포켓몬스터 AG - 로이 / 로버트
- 포켓몬스터 DP - 로이 / 모부기 / 제이의 부하 (처음)
- 포켓몬스터 썬&문 (투니버스) - 로이
- 포켓몬스터 W (투니버스) - 로이
- 홍길동 어드벤처 - 세자
- 헬로 카봇 X (SBS) - 캅스 X

#### 니켈로디언
- 겟블레이크 - 블레이크 마이어스
- 닌자 거북이 2012 - 레오나르도
- 닌자고 - 오버로드 / 마스터첸
- 히어로 팩토리 - 퓨노

#### 대원방송
- 바쿠만 (애니박스) - 타카기 아키토
- 사이버 포뮬러 더블원 (애니박스) - 카자미 하야토
  - 사이버 포뮬러 SAGA (애니박스) - 카자미 하야토
  - 사이버 포뮬러 Zero (애니박스) - 카자미 하야토
  - 신세기 사이버 포뮬러 (애니박스) - 카자미 하야토
- 은발의 아기토 (애니박스) - 아기토
- 흑신 (애니박스) - 이부키 케이타
- 마징카이저 (애니원) - 강쇠돌
- 드래곤볼 슈퍼 (애니박스, 애니원) - 손오공 / 오지터 / 베지트
- 뫼비우스의 띠 (애니원) - 신해준 (나루미 아유무)
- 무한의 리바이어스 (애니원) - 차세진
- 샤먼킹 (애니원) - 아미타 / Mr.리틀 레이크 (28화) / 피노 (43화)
- 선녀전설 세레스 (애니원) - 레온
- 스크라이드 (애니원) - 준형
- 이누야샤 (애니원) - 렌코츠 / 비천 / 영주 아들 (24~25화) / 무쌍 (무소우) (69화)
- 환상마전 최유기 (애니원) - 손오공
- 후르츠 바스켓 (애니원) - 송대협 (소마 쿄우)
- 드래곤볼Z KAI (챔프TV) - 손오공
- 데스노트 (챔프TV) - 야가미 라이토
- 반드레드 (챔프TV) - 히비키 토카이
- 유희왕 Zexal (챔프TV) - 카이트
- 드래곤볼 슈퍼 (챔프 TV) - 손오공
- 원피스 New 홀케이크 아일랜드 Part2 7화 부터 (애니원) - 상디
- 최유기 리로드 블래스트 (애니원) - 손오공

#### 애니맥스
- BLOOD+ - 반 알자노 / 조엘 / 남자 1
- DARKER THAN BLACK -유성의 제미니- - 어거스트 7
- 건담 빌드 파이터즈 트라이 - 건담 마이스터, 슬렛
- 건담 빌드 파이터즈 - 타츠
- 디가타 원정대 - 아담
- 로미오×줄리엣 - 로미오
- 미래전사 오공 - 오공
- 비바 피냐타 - 폴리
- 사이보그 009 - 009 (시마무라 죠) / 뉴스앵커 (49화)
- 샤머닉 프린세스 - 카케스
- 작안의 샤나 - 사카이 유지
- 작안의 샤나 Ⅱ - 사카이 유지
- 지옥소녀 - 하나가사 마모루
- 진월담 월희 - 토노 시키
- 코바토
- 페이트 스테이 나이트 - 에미야 시로
- 허니와 클로버 - 타케모토 유타

#### 재능TV
- 3-2-1 펭귄즈 - 지키
- 브링큰 - 얼
- 얼렁뚱땅 반쪽이네 - 아빠
- 오예 카툰
- 캣독 - 독

#### 카툰네트워크
- 괴도 조커 - 알리바바
- 마기 - 주다르
- 벤 10 - 벤
- 벤 10 옴니버스 - 벤(15세)
- 카드파이트!! 뱅가드 - 최시혁 (카이 토시키)
- 키마의 전설 - 위리츠 / 크롤리
- 위 베어 베어스 - 놈놈, 단역

#### 투니버스
- 가정교사 히트맨 리본 - 히바리 쿄야, 폰
- 고쿠센 - 사와다 신
- 기동무투전 G건담 - 조르주
- 나루토 - 우치하 사스케
- 나루토 질풍전 - 우치하 사스케
- 레이브 - 루시아 레이그로브
- 레터비 - 라르고
- 메탈베이블레이드 - 태사자
- 명탐정 코난 - 문재수 (혼도 에이스케)
- 아이 엠 스타! 3, 4 - 제이 (요츠바 슌), 로니
- 에어마스터 - 레이치
- 울프스 레인 - 투쓰
- 울프스 레인 - 투쓰 (키바)
- 웨딩피치 - 테리 / 리모네
- 음양대전기 - 아스카 유마
- 조이드 - 반
- 최유기 리로드 - 손오공
- 최유기 리로드 건록 - 손오공
- 츠바사 크로니클 - 파이
- 크로스파이트 비드맨 - 타이거
- 포켓몬스터 베스트위시 - 로이 / 지우의 깜눈크 → 악비르 → 악비아르 / 덴트의 메더 / 버프론 3

#### 기타
- 검용전설 야이바 (대교) - 제갈귀호
- 게드전기 (MOVIE) - 아렌
- 드래곤볼Z - 인조인간 17호
- 레이튼 교수와 영원의 가희 (디즈니 채널) - 레이튼 교수
- 슈퍼 갤즈 (퀴니) - 레이
- 백수왕 고라이온 (대교) - 스즈이시 히로시(피지, 페이지)
- 오디션 - 황보래용
- 용하다 용해, 무대리 (VIDEO) - 송승표
- 이나중 탁구부 (CA-XTM) - 구봉수 (다케다)
- 천방지축 모험왕 (대교) - 제스터
- 트라이건 (VIDEO) - 줄리어스

### 극장용 애니메이션
- DARKER THAN BLACK -흑의 계약자- OVA (애니맥스) - 크로드
- 극장판 올림포스 가디언 기간테스 대역습 - 헤르메스
- 극장판 포켓몬스터 DP: 디아루가 VS 펄기아 VS 다크라이 - 로이
- 극장판 포켓몬스터 뮤츠의 역습 EVOLUTION - 로이
- 포켓몬스터: 성도지방 이야기, 최종장 - 로이
- 극장판 포켓몬스터 AG: 뮤와 파동의 용사 루카리오 - 웅
- 나루토 질풍전 극장판 2: 인연 (투니버스) - 사스케
- 더 퍼스트 슬램덩크 - 이명헌
- 루돌프 (SBS) - 루돌프 / 뉴스 아나운서
- 마징가 Z: 인피니티 - 강쇠돌
- 메탈 베이 블레이드 (투니버스) - 태사자 / 블레이더 캔
- 모노노케 히메 (챔프) - 아시타카
- 바람의 검심 성상편 (애니원) - 유키시로 에니시
- 바람의 검심 추억편 (애니원) - 유키시로 에니시
- 바시르와 왈츠를 (MBC) - 슈무엘 프렌켈
- 보루토: 나루토 더 무비 - 사스케
- 센과 치히로의 행방불명 (챔프) - 하쿠
- 왕후 심청 - 단추
- 이집트 왕자 2: 요셉 이야기 - 벤자민
- 위 베어 베어스: 베이비 베어스 - 게리
- 원피스: 에피소드 오브 사보 ~삼형제의 인연 기적의 재회와 이어받은 의지~ (투니버스) - 트라팔가 로 / 경찰 / 부
- 원피스 스탬피드 - 상디
- 포켓몬스터 DP 극장판 (재능TV) - 로이
- 포켓몬 더 무비 XY: 후파: 광륜의 초마신 - 로이
- 하울의 움직이는 성 (챔프) - 하울
- 헌터X헌터 극장판 팬텀루즈 - 오모카게
- 하이큐: 끝과 시작 - 쿠로오
- 해적왕 작스톰 - 카람바
- 극장판 요괴워치: FOREVER FRIENDS - 자염

### 영화

#### EBS
- 우정의 스트라이크 - 알렉스 (카일 슈미드)

#### MBC
- 007 살인면허 - 투르먼(안소니 스털크)
- 007 뷰투어킬
- 12명의 성난 사람들 - 12번 배심원 (윌리엄 피터슨)
- S.W.A.T. 특수기동대 - 짐 스트릿 (콜린 패럴)
- 고스포드 파크 - 헨리 덴튼 (라이언 필립)
- 고질라
- 굿바이 마이 프렌드
- 긴급명령
- 나 홀로 집에 - 로드(제디디아 코헨) / 피자 배달부(댄 찰스 주코스키)
- 나 홀로 집에 3
- 나비효과 - 에번 (애슈턴 커처)
- 나쁜 녀석들
- 나이트워치
- 낭만풍폭
- 네이비 실 - 데인 (빌 팩스톤)
- 닌자 거북이 2 - 레오나르도 (마크 카소)
- 다크 시티 - 존 머독 (루퍼스 스웰)
- 당신에게 일어날 수 있는 일 (MBC)
- 대진제국 - 위앙 (왕지비)
- 더 길티 - 네이선 (데본 사와)
- 동방삼협2 - 장공
- 딥 임팩트 - 레오 (일라이저 우드)
- 라스트 모히칸
- 라이언 일병 구하기 - 아펌 상병 (제러미 데이비스)
- 레트로액티브(MBC) - 브라이언(프랭크 월리)
- 마르셀의 여름 - 조제프 (필립 코베르)
- 뮤리엘의 웨딩
- 미션 임파서블 - 이단 헌트(톰 크루즈)
- 뱀파이어 해결사
- 보거스
- 보통 사람들 - 콘래드 (티머시 허턴)
- 본 아이덴티티, 본 슈프리머시, 본 얼티메이텀 - 제이슨 본 (맷 데이먼)
- 불멸의 연인 - 칼 (마르코 호프슈나이더)
- 브링 잇 온 - 클리프 (제시 브래드퍼드)
- 블레이드 - 크리거 (케빈 패트릭 월스)
- 블루 데블
- 비긴 어게인 - 라디오 진행자 2 / 남자 3 / 지하철 안내방송
- 비욘드 랭군
- 사랑의 블랙홀
- 사무라이 픽션 - 헤이지로 (후키코시 미쓰루)
- 상하이 눈, 상하이 나이츠 - 로이 오배넌 (오언 윌슨)
- 순류역류 - 국정 (사정봉)
- 스위치 백 - 레인딕스
- 스콜피온 킹
- 스크림 2
- 스타키드
- 스튜어트 리틀 - 스튜어트 리틀 (마이클 J. 폭스)
- 스트리트 파이터 - 류 (데미안 채파)
- 실종 - 구스타프 (카밀로 갈라르도)
- 아들의 방 - 마테오 (알레산드로 인푸시니) / 스테파노 (알레산드로 아스콜리)
- 아름다운 비행
- 아이 스파이 - 알렉스 (오언 윌슨)
- 아이언 마스크 - 루이 / 필립 (레오나르도 디카프리오)
- 아이언 이글 - 더그 매스터스 (제이슨 게드릭)
- 아이큐 - 프랭크(프랭크 훼일리)
- 알렉산더
- 애정의 조건 2
- 야망의 함정 - 밋치 맥드레 (톰 크루즈)
- 어니스트 슬램덩크
- 어바웃 어 보이 - 윌 (휴 그랜트)
- 에디
- 여인의 향기
- 연인 - 진포두 (카네시로 타케시)
- 영 건 2 - 샤베즈 (루 다이아몬드 필립스)
- 왓처 - 조엘 캠블 (제임스 스페이더)
- 웰컴 투 정글 - 트래비스 (숀 윌리엄 스콧)
- 위트니스 - 다니엘 (알렉산더 고두노프)
- 윈스턴 처칠의 젊은 시절 - 청년 처칠
- 윌로우 - 윌로 (워윅 데이비스)
- 유로파 유로파 - 솔리 (솔로몬) (마르코 호프슈나이더)
- 일렉션 - 짐 맥칼리스터 (매슈 브로더릭)
- 일본침몰 - 오노데라 (쿠사나기 츠요시)
- 잃어버린 세계 - 에드워드 말런 (매슈 라이스)
- 제로니모 - 데이비드 소위 (맷 데이먼)
- 조이 - 빌리 (제이미 크로포트)
- 중년의 함정 - 총포상(에릭 웨이스)
- 중화영웅 - 화검웅 (사정봉)
- 철도원 - 히데오 (요시오카 히데타카)
- 촉산전 - 염형
- 카오스 팩터
- 캐리비안의 해적: 블랙 펄의 저주, 캐리비안의 해적: 망자의 함 - 윌 (올랜도 블룸)
- 캐릭터 - 야코프 빌렘 까따드뢰퍼 (페쟈 판 후예트)
- 캐스퍼와 웬디
- 캠퍼스 정글 - 멀릭 (오마 엡스)
- 컷스로트 아일랜드
- 코어 - 렛 (DJ 퀄스)
- 큐브 - 워스 (데이비드 휴렛)
- 크루얼 죠스
- 택시 - 에밀리앙 (프레더릭 디팡달)
- 투모로우 - 샘 홀 (제이크 질런홀)
- 티벳에서의 7년 - 하인리히 하러 (브래드 피트)
- 포 페더스 - 잭 듀런스 (웨스 벤틀리)
- 폭풍의 질주 - 콜 (톰 크루즈)
- 폴리 - 베니 (제이 모어)
- 프라이멀 피어 - 에런 (에드워드 노턴) / 로이
- 플래시댄스
- 플래툰
- 플루크 - 제프 뉴먼 (에릭 스톨츠)
- 피고인
- 한 여름 밤의 꿈 - 드미트리어스 (크리스찬 베일)
- 할로윈 H20 - 지미 (조셉 고든-레빗)
- 해커즈 - 팬텀 프리크 (레놀리 산티아고)
- 화이널 카운트 - 브라이언 (매튜 워커)
- 화이트 스콜 - 척 (스콧 울프)
- 황비홍 - 아소 (장학우)
- 황비홍 2 - 양관 (막소총)
- 황비홍 6
- 황후화 - 원걸 왕자 (저우제룬)

#### SBS
- 나 홀로 집에 - 버즈 (데빈 라트레이)
- 닌자 거북이 3 - 레오나르도 (마크 카소)
- 더 록
- 데스티네이션 - 빌리 (숀 윌리엄 스콧)
- 드림캐쳐 - 존시 (데이미언 루이스)
- 딥 임팩트 - 레오 (일라이저 우드)
- 라붐
- 러시아워 - 상(켄 렁)
- 로미오 머스트 다이 - 모리스(안소니 앤더슨) / 포(경걸리)
- 리쎌 웨폰 3
- 리플레이스먼트 - 세인 팔코 (키아누 리브스)
- 마지막 보이스카웃 - 지미 (데이먼 웨이언스)
- 반지의 제왕 2 - 프로도 (일라이저 우드)
  - 반지의 제왕 3 - 프로도 (일라이저 우드)
- 백 투 더 퓨처 2 - 마티 (마이클 J 폭스)
- 블레이드 3 - 블레이드 (웨슬리 스나이프스)
- 비포 선셋 - 제시(이선 호크)
- 빅 마마 하우스 - 맬컴 터너 (마틴 로런스)
- 세렌디피티 - 조나단 (존 큐잭)
- 세컨드 와이프 - 리비오 (조르조 노에)
- 슈팅 라이크 베컴 - 조 (조너선 리스 마이어스)
- 스노우보더 - 가스파 (니콜라스 뒤보셸)
- 스위트 노벰버 - 브랜든 (마이클 로젠바움)
- 스타쉽 트루퍼스 - 자니 리코 (캐스퍼 밴 디엔)
- 시네마 천국 - 청년 토토 (마르코 레오나드리)
- 아바타 (2009년 영화) - 제이크 설리 (샘 워싱턴)
- 애널라이즈 디스 - 카를로 망가노 (레오 로시)
- 야망의 제물 - 피터 버튼 (존 큐잭)
- 야연 - 은준 장군 (황효명)
- 언컨디셔널 러브 - 근석 (피터 사스가드)
- 에주케이터 - 얀 (다니엘 브륄)
- 오션스 트웰브 - 라이너스 (맷 데이먼)
- 온 더 라인 - 에릭 (저스틴 팀버레이크)
- 우주 전쟁 - 레이 페리어(톰 크루즈)
- 이퀼리브리엄 - 브랜드 (데이 딕스)
- 이터널 선샤인 - 스탠 (마크 러펄로)
- 저스트 라이크 헤븐 - 데이비드 (마크 러펄로)
- 젠 엑스 캅 - 매취 (풍덕륜)
- 진주만 - 도리스 밀러 (쿠바 구딩 주니어) / 레드(이완 브렘너)
- 첩혈속집 - 앨런 (량차오웨이)
- 탑건 - 메버릭(톰 크루즈)
- 터미네이터 3 - 스캇 (마크 패미그리에티)
- 테이킹 라이브즈 - 마틴 (키퍼 서덜랜드) / 코스타 (이선 호크)
- 툼 레이더 2: 판도라의 상자 - 캘러웨이 요원(로난 비버트) / 니콜라스(다니엘 카타지론느)
- 트레이닝 데이 - 제이크 (이선 호크)
- 트로이 - 파리스 (올랜도 블룸)
- 할로우 맨 - 맷 (조시 브롤린)
- 황비홍 5 - 아관 (막소총)

#### 카툰네트워크
- 벤10: 과거로의 질주 - 이온 (크리스티엔 안홀트)
- 벤10: 에일리언 스웜 - 벤 (라이언 켈리)

### 외화

#### EBS
- 네버엔딩 스토리 - 코너 / 왝스 / 구급대원

#### MBC
- CSI 과학수사대 - 닉 스톡스 (조지 이즈)
- CSI 뉴욕
- 동양특급 로형사
- 뮤턴트X (MBC 드라마넷) - 제시 (포브스 마치)
- 미녀와 뱀파이어 - 엔젤루스 (데이비드 보리너즈)
- 밴드 오브 브라더스 - 돈 멀라키 (스코트 그라임즈)
- 스몰빌 - 클라크 켄트 (톰 웰링)
- 육정전기 - 고연 (교임량)
- 유성화원 - 따오밍스 (언승욱)
- 존 그리섬의 의뢰인

#### SBS
- 로마 시즌 1 - 옥타비아누스(맥스 퍼키스)
- 이소룡 전기 - 이소룡(진국곤)

#### 기타
- 장미가 없는 꽃집 (JTBC) - 코도 나오야 (마쓰다 쇼타)
- 명란이 매콤해 (KNN)
- 메디컬 인베스티게이션 (PSB) - 마일즈 맥케이브 박사(크리스토퍼 고럼)
- 슈퍼닌자 (니켈로디언) - 오웬 (카를로스 나이트)
- 울트라맨 메비우스 (재능TV) - 리코 (이가라시 슌지) / 메비우스

### 게임
- Let's Bravo Music
- 건담전기 - 버나드 와이즈만
- 괴리성 밀리언아서 - 아장형 아서 검술의 성
- 그랜드체이스 - 제로
- 녹스 - 잭
- 던전스트라이커 - 시공술사 로딘
- 레이튼 교수와 악마의 상자 - 레이튼 교수
- 레이튼 교수와 이상한 마을 - 레이튼 교수
- 루니아Z - 지크 엘몽
- 메이플 스토리 - 윌(신 군단장)
- 메이플스토리2 - 혁이
- 몬스터나라 판타리아 - 크로우, 촌장, 골렘, 유니콘
- 무인도 이야기 R - 노보루
- 사이퍼즈 - 이하랑
- 수상한메신저 - 707
- 스타크래프트 II: 자유의 날개 - 이곤 스텐먼
- 슬라이쿠퍼 3: 최후의대도 - 슬라이 쿠퍼
- 시그널
- 엘소드 - 시엘
- 오! 나의 여신님이여 - 케이
- 용기전승 2 - 랄프 란버스
- 용기전승 플러스 - 레인 D 페알드
- 월드 오브 워크래프트 - 아서스 메네실 (인간)
- 웬디의 네버랜드 - 피터팬
- 음양사 - 아베노 세이메이, 흑 세이메이
- 창세기전 3 PART2 - 란 크로슬리
- 크리티카 - 마법사
- 회색도시 - 하태성, 백건용
- 히어로즈 오브 더 스톰 - 왕위 계승자 아서스
- 파이널 판타지 14 - 알피노
- 하스스톤: 워크래프트의 영웅들 - 아서스
- 오버히트 - 아크날
- 애프터라이프 - 노아
- 마피아42 - 경찰, 마술사
- 쿠키런: 킹덤 - 스파클링맛 쿠키
- 로스트아크 - 에스더 루테란

### 방송

#### KBS
- 러브 인 아시아 (KBS1)
- 소비자 고발 (KBS1)
- 소비자 리포트 (KBS1)
- 휴먼다큐 사미인곡 (KBS1)
- 광복70년 특집 뿌리깊은 미래 70년의 기적, 이렇게 이루어졌다 (KBS1)
- 감성매거진 행복한 오후 (KBS2)
- 리빙쇼 당신의 여섯시 (KBS2)
- 생생 정보통 (KBS2)
- 웰빙 건강테크 (KBS2)
- 일요일 밤으로 (KBS2)
- 헬로 베이비 (KBS Joy)
- 다큐On 150회 : 호랑이의 날 기획 - 호랑이는 살아있다 (KBS1) - 내레이션

#### MBC
- MBC 여성토론 위드
- MBC 프라임
- TV 속의 TV
- 그린실버 고향이 좋다
- 기네스 북
- 내 친구들의 세상
- 따뜻한 세상
- 따뜻한세상
- 미디어비평
- 믿거나말거나
- 스포츠 매거진
- 와e멋진세상
- 즐거운 문화읽기
- 파워매거진
- 매거진 ONE (MBC 에브리원)
- 세계 고산지대를 가다 하늘아래 사람들 (대전MBC)

#### SBS
- 한밤의 TV연예

#### 기타
- 현장 추적 싸이렌 (KNN)
- 화첩기행 (TJB)

### 라디오
- 만화열전 - 감격시대 (MBC) - 하야시 외
- 배한성 배칠수의 고전열전 (MBC) - 제갈량, 유성룡
- 만화열전 - 공포의 외인구단 (MBC) - 윤 코치 / 최경도
- 만화열전 - 레드문 (MBC) - 윤태영 / 필라르
- 만화열전 - 호텔 아프리카 (MBC) - 라이너
- 별이 빛나는 밤에 (MBC)

### TV CF
- BC카드
- 에이스침대
- Double A
- HP
- 기아자동차 (K5, 로체, 쏘울 등)
- 현대자동차 캐스퍼
- KT (KT집전화)
- mr아이돌
- M뱅크 (SK텔레콤)
- PCA생명
- SHOW (KTF)
- SM3 (르노삼성자동차)
- S-OIL
- 개비스콘 (옥시레킷벤키저)
- 곤충대왕무시킹
- 굿타임파티 (KTF)
- 기아자동차
- 남양유업
- 네스카페
- 녹두국수봄비 (농심)
- 대명리조트 (봄, 여름 편/가을, 겨울 편)
- 대우증권
- 도미노피자
- 동일 스위트
- 두유로굿모닝 (매일유업)
- 드림북 (TG삼보컴퓨터)
- 뚝베기설렁탕 (농심)
- 라끄베르 (LG생활건강)
- 라세티 (GM대우)
- 레고시리즈
- 로체 (기아자동차)
- 롯데리아
- 루온 (TG삼보컴퓨터)
- 리오 더무비
- 마티즈 (GM대우)
- 메탈베이블레이드 (손오공)
- 모토로라
- 몽쉘 (롯데제과)
- 뮤직온 (LG텔레콤)
- 바세린 (유니레버)
- 베스킨라빈스 31
- 베스킨라빈스 31
- 벤츠
- 불량남녀
- 블래이드킹 (손오공)
- 블루클럽
- 비타500 (광동제약)
- 산사춘 (배상면주가)
- 삼성카드
- 샬록의거미줄
- 센트룸
- 센트룸
- 수퍼타이 (LG생활건강)
- 스카이라이프
- 시린메드F (부광약품)
- 시세이도
- 싸이언 (LG전자)
- 쌀국수포들면 (농심)
- 쏘울 (기아자동차)
- 아시아나항공
- 아침에주스 (서울우유)
- 아큐브 (존슨앤드존슨)
- 애니콜 (삼성전자)
- 애니콜 (삼성전자)
- 어드밴스 애그로
- 에프킬라 (한국존슨)
- 엡손
- 오뜨 (오리온)
- 오피러스 (기아자동차)
- 옵티마 (기아자동차)
- 우루사 (대웅제약)
- 우리는 동물원을 샀다
- 우정사업본부
- 우체국 (우정사업본부)
- 위험한상견레
- 유토 (SK텔레콤)
- 이니스프리 (아모레퍼시픽)
- 제일은행
- 제임스캐슬러
- 주연테크
- 지펠 (삼성전자)
- 찰떡와플 (롯데제과)
- 천재교육
- 츄파츕스 (농심)
- 칼로스 (GM대우)
- 커렌스바디워시
- 컨디션 (CJ제일제당)
- 코리아나
- 크린에어 (한국존슨)
- 파브홈씨어터 (삼성전자)
- 프로그램베이 (두리온)
- 하나대투증권
- 한국주택금융공사
- 햇반 (CJ제일제당)
- 헤드&숄더 (한국P&G)
- 현대증권
- 현대캐피탈
- 제스프리
- 잇치
- 레고 각종 관련 CF

### 기타
- 대명리조트 - 내레이션
- 무한도전 (MBC) 출연
- 능력자들 (MBC) 출연

## 예고
- MBC 주말프로그램
- MBC 추석프로그램
- MBC 봄개편
- MBC 가을개편

## 노래
- 천방지축 모험왕 - OP
- 탑블레이드 V - 강자로 시작하는 말, 생일축하

## 수상경력
- 2006년 MBC 연기대상 TV 성우 특별상

## 같이 보기
- 문화방송 성우극회